# パッパルデッレ

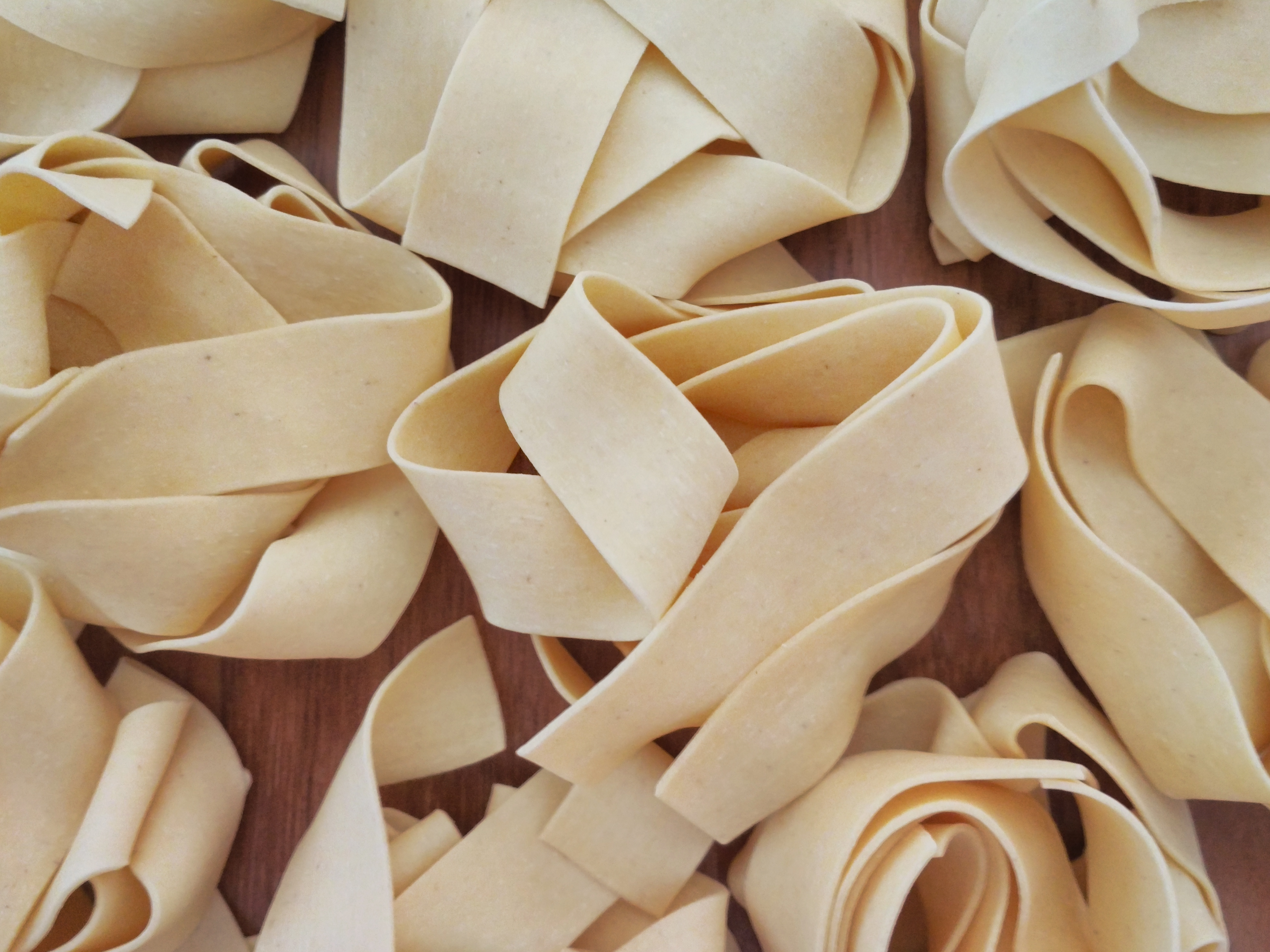
パッパルデッレの例

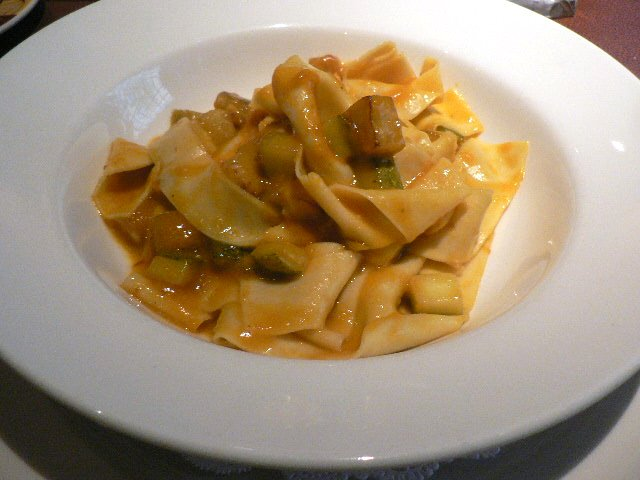
トマトソース味のパッパルデッレ

パッパルデッレ（伊: Pappardelle）は、イタリアのトスカーナ州でよく用いられるパスタの一種である。幅広いリボン状をしている。タリアテッレに似ているが、パッパルデッレのほうが倍以上に幅広いことが多い。
語源は、イタリア語の「パッパーレ (伊: pappare)」とされる。意味は「豪快に食べる」「食いしん坊」。

## 概要
幅は10ミリメートルから30ミリメートル、厚さは2ミリメートル、長さは200ミリメートルから300ミリメートルほどのリボン状のロングパスタである。中には40ミリメートルを超す幅広いものもある。生麺で用いられることが多いが、乾麺も販売されている。
日本のきしめんのイメージにも近いが、きしめんが幅4.5ミリメートルくらいなので倍以上の幅広さということになる。
トスカーナ地方では、濃厚なミートソース（猪や野うさぎなどの煮込みソースなど）、脂肪分の多いクリームソースで食べることが多い。